# Wolfgang Weber (Musiker)
Wolfgang Weber (* 22. Dezember 1939 in Stettin) ist ein deutscher Cellist.

## Leben
Weber studierte von 1958 bis 1961 Violoncello bei E. Neumann an der Hochschule für Musik Franz Liszt Weimar. Privat nahm er Unterricht bei August Eichhorn und Karl Grosch. Von 1961 bis 1965 wirkte er beim Berliner Sinfonieorchester. 1965 wurde er Solo-Cellist am Rundfunk-Sinfonieorchester Leipzig. 1970 wurde er Mitglied der Gruppe Neue Musik Hanns Eisler und 1971 des Aulos-Trios. Ab 1974 war er Dozent an der Hochschule für Musik „Felix Mendelssohn Bartholdy“ Leipzig und der Hochschule für Musik Franz Liszt Weimar. Die Leipziger Musikhochschule berief ihn 1987 zum Professor. Er war Juror beim Internationalen Instrumentalwettbewerb Markneukirchen. Konzertreisen führten ihn durch Europa und Amerika. Mit der Eisler-Gruppe erhielt er mehrere Preise u. a. den Kunstpreis der DDR (1980).